# Muzeul Rus
Muzeul Rus de Stat (fostul Muzeu Rus al Majestății Sale Alexandru al III-lea) este cea mai mare colecție de opere de artă din Sankt Petersburg.
Muzeul a fost înființat în data de 13 aprilie 1895, la întronarea țarului Nicolae al II-lea pentru a comemora tatăl său, Alexandru al III-lea. Colecția  originală a muzeului a fost compusă de opere de artă luate de la Muzeul Ermitaj, Palatul Alexandru și Academia Imperială de Arte din Sankt Petersburg. După Revoluția Rusă din 1917, multe colecții private au fost naționalizate și mutate la Muzeul Rus. Acestea au inclus și Pătratul negru al lui Kazimir Malevici.

## Colecția muzeului
Lucrările muzeului sunt adunate încă din 1898 de la Academia Imperială de Arte (122 tablouri), Ermitaj (80 picturi), Palatul de Iarnă (95 de picturi), precum și achiziționate din colecții private.

## Filiala Malaga
Orașul Málaga, care găzduiește mii de expatriați ruși, a semnat un acord pentru a găzdui prima ramură de peste mări a Muzeului Rusiei de Stat. Lucrările expuse în Malaga au variat de la icoane inspirate de bizantine la realismul social al erei sovietice. Acestea au fost expuse la 2300 de metri pătrați de spații de expunere în La Tabacalera, o fabrică de tutun din anii 1920. Noul muzeu a fost deschis la începutul anului 2015.

## Galerie

Karl Brullov, Ultima zi a Pompeiului (1830–33)
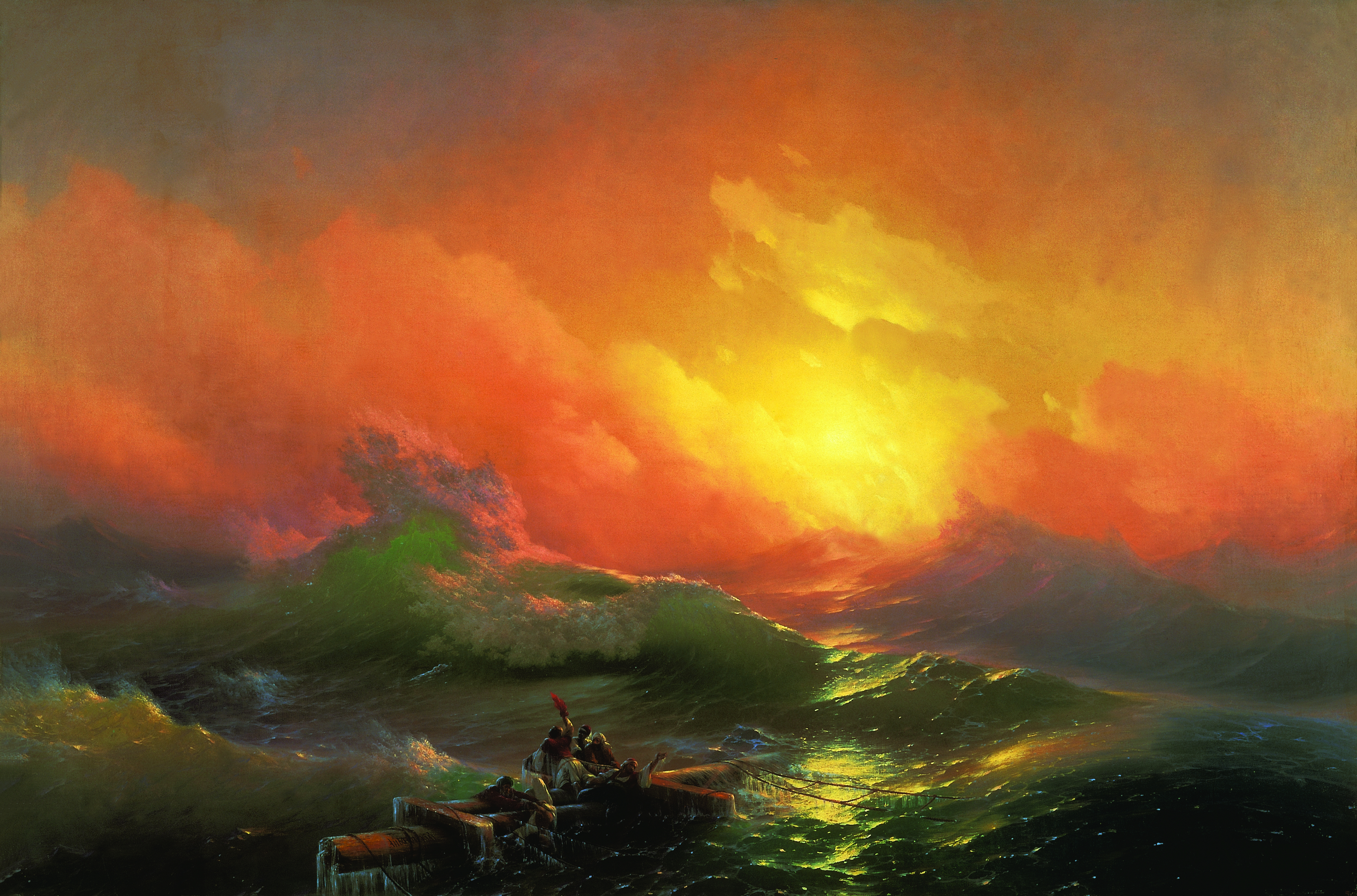
Ivan Aivazovski, Al nouălea val (1850)
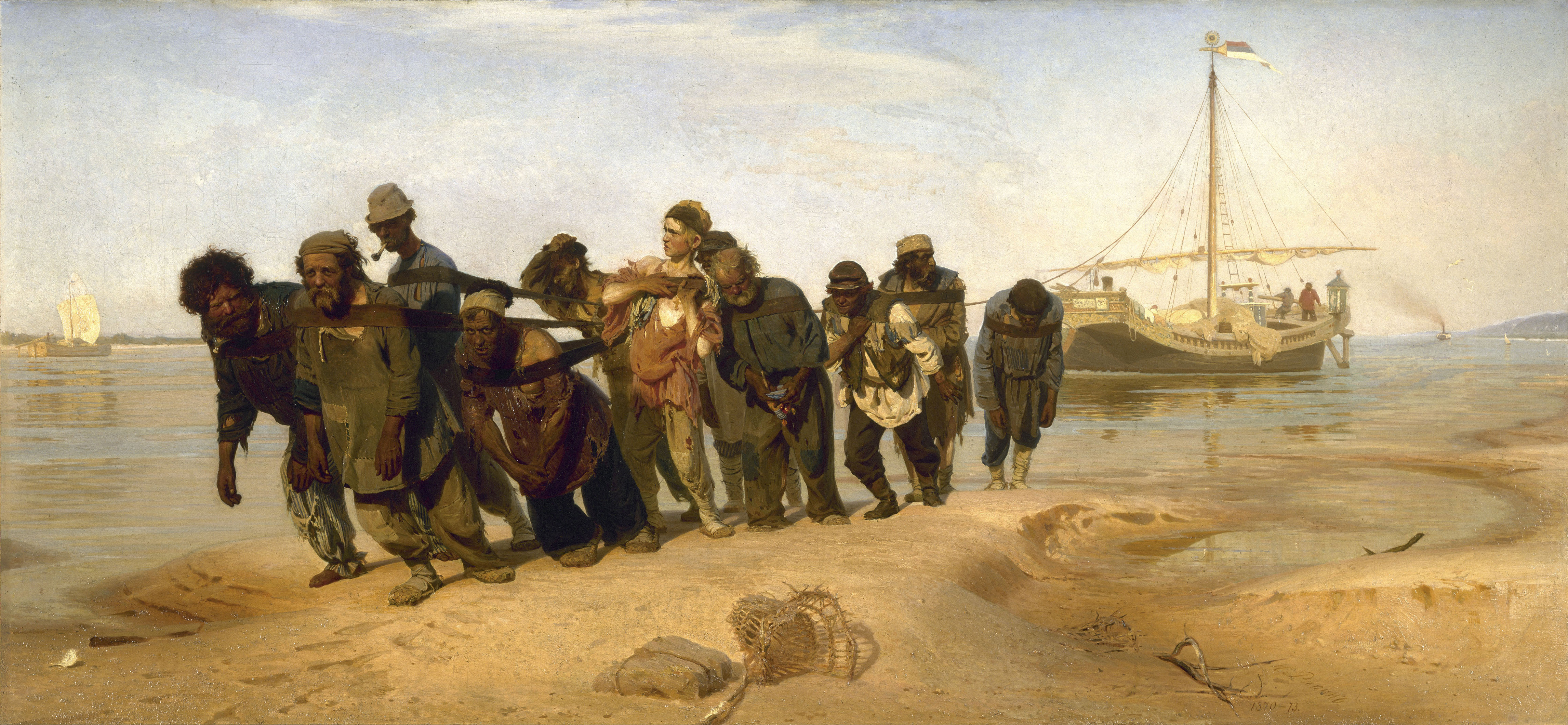
Ilia Repin, Edecarii de pe Volga (1870–73).
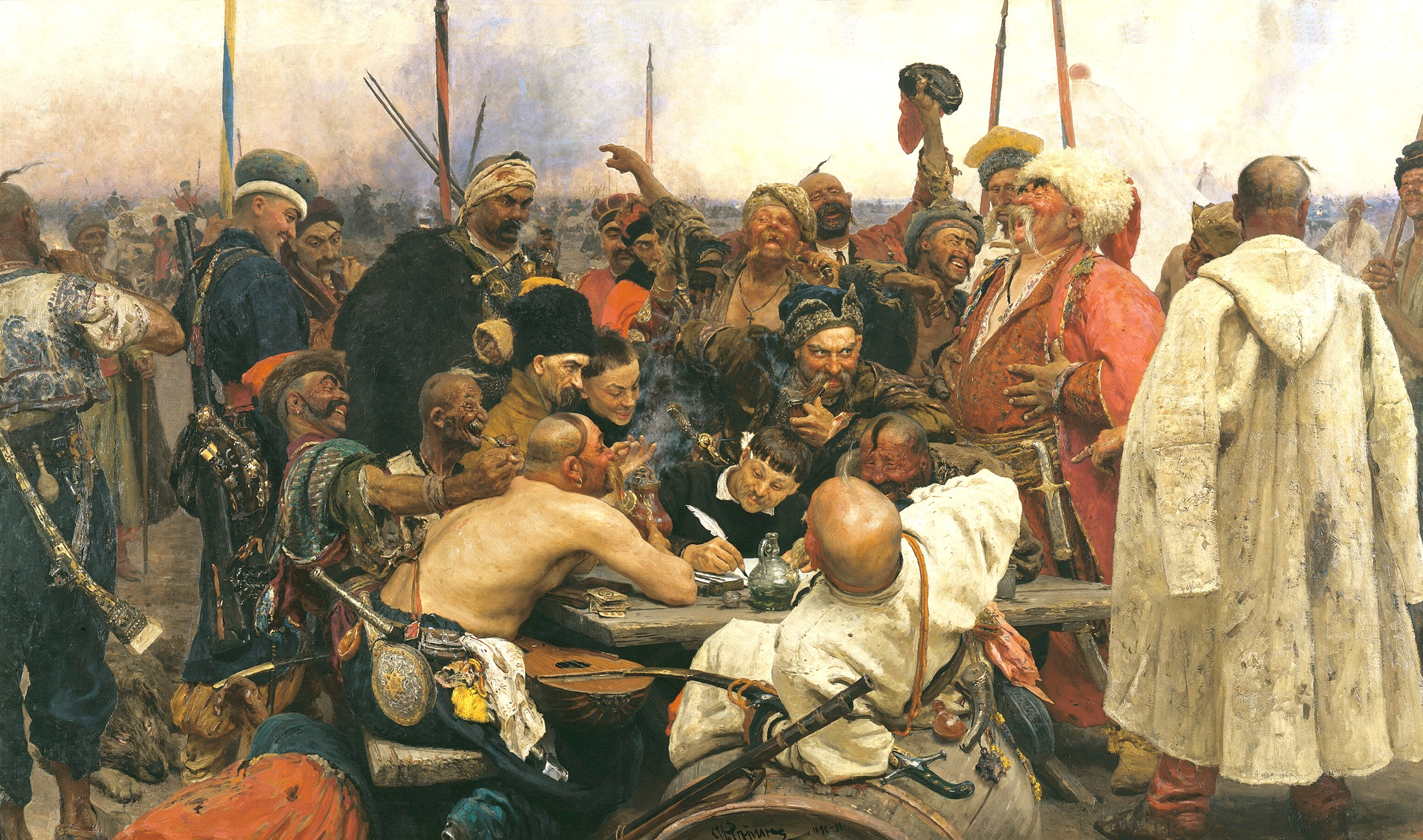
Ilia Repin, Răspunsul cazacilor zaporojeni (1880–91)
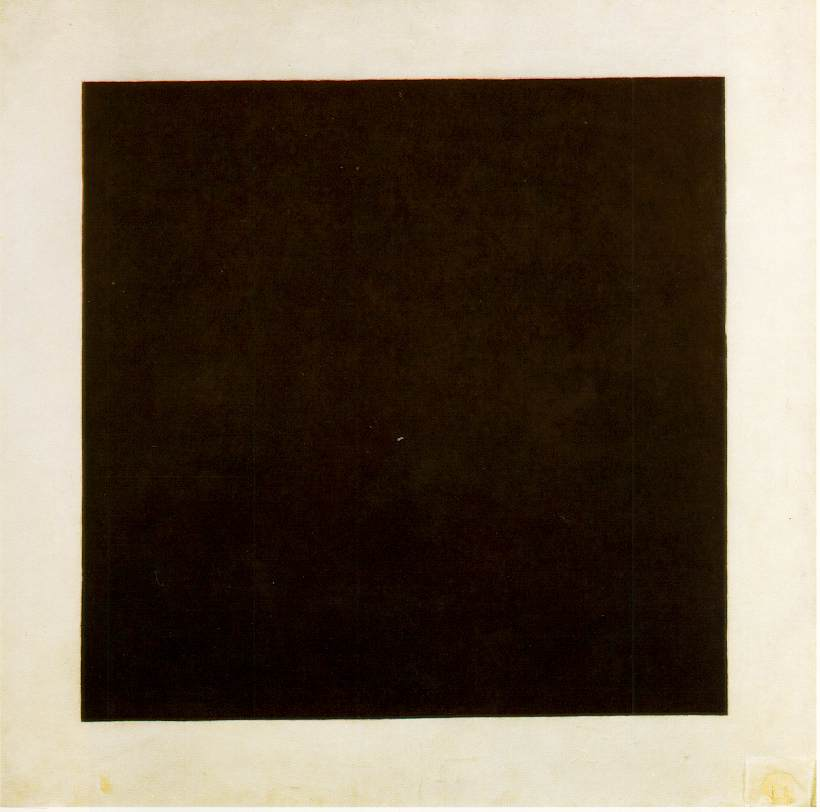
Kazimir Malevici, Pătrat negru (cca. 1923)